# Malamatidia
Malamatidia là một chi nhện trong họ Clubionidae.